# 魁多镇
魁多镇，原为魁多乡，是中华人民共和国四川省甘孜藏族自治州九龙县下辖的一个乡镇级行政单位。2019年12月，撤乡设镇，魁多镇人民政府驻里伍村1组14号。

## 行政区划
魁多镇下辖以下地区：
魁多村、里伍村、江郎村、中海底村、扎洼村和甲坝村。